# Angel Puss
Pour plus de détails, voir Fiche technique et Distribution.
Angel Puss est un cartoon Looney Tunes réalisé par Chuck Jones en 1944.

## Synopsis
Un petit garçon noir (Lil' Sambo) est engagé pour tuer un chat noir. Mais le félin s'en sort discrètement, puis prétend être le fantôme du défunt chat revenu hanter son « tueur ». Le chat harcèle de mille façons le petit garçon. Finalement, tous deux tombent à l'eau et la peinture blanche qu'a utilisé le chat pour apparaître en fantôme s'efface. Lil' Sambo le reconnaît alors, sort son tromblon et tire sur le chat. Ce dernier meurt mais laisse place à ses neufs vies... de vrais fantômes, cette fois !

## Fiche technique
- Réalisation : Chuck Jones
- Scénario : Lou Lilly
- Production : Leon Schlesinger Studios
- Musique originale : Carl W. Stalling
- Montage et technicien du son : Treg Brown (non crédité)
- Durée : 7 minutes (200 m)
- Pays : États-Unis
- Langue : anglais
- Distribution : 1944 : Warner Bros. Pictures
- Genre : court métrage de dessin animé comique
- Format : couleur Technicolor - 35 mm - rapport de forme : 1,37 :1 - son mono - procédé cinéma : sphérique
- Date de sortie : 
  - États-Unis : 3 juin 1944

## Distribution
- Mel Blanc : voix de Lil' Sambo (non crédité)

## À propos du dessin animé
Ce dessin animé fait partie des onze cartoons censurés du fait d'exposition de clichés racistes envers les Noirs.  Dans celui-ci : leurs supposées fainéantise, superstition et addiction au jeu de dés, en plus de la caricature faciale et du nom infamant de Sambo.